# Sierraleonský leone
Sierraleonský leone (anglicky Sierra Leonean leone) je měnová jednotka Sierry Leone. Dělí se na 100 centů. Běžně se označuje zkratkou Le, která se klade před množství. 

## Dějiny
Leone byl uveden do oběhu 4. srpna 1964. Nahradil západoafrickou libru v poměru 1 libra = 2 leony (tj. 1 leone = 10 šilinků). Jeho ISO kód byl SLL. Ke dni 1.7.2022 proběhla redonominace měny spočívající v odstranění tří nul, tzn. v poměru 1 SLE = 1000 SLL. Nový leone má kód SLE. Mince a bankovky původního leone SLL bylo možno v oběhu používat během přechodného období, které trvalo od 1.7.2022 do 31.12.2023. 

## Oběživo

### Leone SLL

#### Mince
V roce 1964 byly vydány mince v hodnotách ½, 1, 5, 10 a 20 centů. Mince byly svojí velikostí a slitinou částečně odvozeny z mincí bývalé Britské západní Afriky. Všechny nesly portrét prvního předsedy vlády Sierry Leone Miltona Margaie. V roce 1972 byla vyražena 50centová mince s portrétem prvního prezidenta Siaky Stevense . 
V roce 1974 byly zavedeny kulaté mědiniklové jednoleonové mince a v roce 1976 byla uvedena do oběhu sedmiúhelníková dvouleonová mince s námětem FAO. Obě tyto nominální hodnoty však nebyly v oběhu tak běžné jako nižší nominální hodnoty. Portrét Stevense také objevil se na nové, rozměrově poněkud menší sadě mincí zavedené v roce 1980 v hodnotách ½, 1, 5, 10 a 20 centů. V roce 1987 byly představeny osmiúelníkové nikl-bronzové jednoleonové mince s portrétem generála Josepha Saidu Momoha. Tato mince úspěšně nahradila jednoleonovou bankovku. 
Po období ekonomického kolapsu a následné občanské válce se nekontrolovatelně rozběhla inflace a starší mince ztratily na hodnotě. Nová sada mincí 10, 50 a 100 leonů byla zavedena v roce 1996. 50leonová mince je osmiúhelníková, zatímco zbylé dvě jsou kulaté. Tyto mince byly raženy z poniklované oceli a nesou na sobě portréty důležitých osob z politické historie země. V roce 2004 byla uvedena do oběhu desetiúhelníková bimetalická 500leonová mince.
Ze čtyř obíhajících mincí byla běžná pouze 100leonová, a to v malém množství kvůli nízké hodnotě a malému objemu ražby. 500leonové mince, stejně jako dvě nejnižší hodnoty byly v oběhu vzácné, protože hodnota kovu přesahovala jejich nominální hodnotu a v chudé zemi bylo výhodnější je zhodnotit jako šrot. 

#### Bankovky
Při vzniku měny v roce 1964 vydala Sierraleonská banka nové bankovky. Původně se zvažoval název šilink, ale nakonec se zvolil název leone. Po vyhodnocení několika návrhu včetně jednoho obzvlášť atraktivního několikabarevného byly vydány bankovky v hodnotách 1, 2 a 5 leonů. Ty oficiálně nahradily bankovky západoafrické libry v poměru dvou leonů k jedné libře. V roce 1979 byla vydána 50centová bankovka a v roce 1980 následovala 10leonová a v roce 1982 20leonová. Po celé toto období byla hodnota měny fixní a navzdory vlastním ekonomickým problémům zůstala relativně stabilní. 
V roce 1988 byla vydána 100leonová bankovka, po ní v roce 1991 následovala 500leonová, v roce 2000 1 000 a 5 000leonová a v roce 2004 2 000leonová a 10 000leonová. 
Původní sada bankovek z let 1964 až 1974 zobrazovala slavný 300 let starý Cottonwood Strom a budovu soudu v centru Freetownu. Na rubu byly následující motivy: dolování diamantů (1 leone), vesnický trh (2 leony) a doky ve Freetownu (5 leonů). Následující bankovky (1974 - 1991) zobrazovaly aktuální hlavu státu. První série zobrazovaly Miltona Margaie a pozdější buď Siaku nebo Momoha. Tato praxe skončila během režimu NPRC a zůstala taková i po návratu k civilní vládě. 
Před červnem 2010 obíhaly bankovky 500, 1 000, 2 000, 5 000 a 10 000 leonů. Přestože 10 000leonová bankovka neobíhala ani deset let, narazilo se na ni jen málokdy. Z toho vyplývá, že většina transakcí probíhala pomocí svazků 5 000leonových bankovek. 
V červnu 2010 vydala banka Sierra Leone nové bankovky, které byly o něco menší než dřívější sada, měly lepší ochranné prvky a byly odolnější. Bankovky měly hodnoty 10 000, 5 000, 2 000 a 1 000.
| Vyobrazení | Hodnota      | Rozměry     | Dominantní barva | Popis aversní strany                         |
| ---------- | ------------ | ----------- | ---------------- | -------------------------------------------- |
| odkaz      | 1 000 leonů  | 135 × 67 mm | červená          | Bai Bureh                                    |
| odkaz      | 2 000 leonů  | 140 × 69 mm | hnědá            | Isaac Theophilus Akunna Wallace-Johnson      |
| odkaz      | 5 000 leonů  | 145 × 71 mm | fialová          | Joseph Cinqué                                |
| odkaz      | 10 000 leonů | 153 × 73 mm | modrozelená      | letící holub nad mapou Sierry Leone a vlajka |

### Leone SLE
Mince používané od roku 2022 mají hodnoty 1¢, 5¢, 10¢, 25¢, 50¢. Bankovky pak 1,2, 5, 10 a 20 leone. 

## Hodnota a vývoj
K 23. říjnu 2018 odpovídalo 20 000 leonů přibližně 2,09 EUR. K říjnu 2024 (tj. po renominaci měny) odpovídalo 20 leonů (tj. bankovka o nejvyšší monetární hodnotě) přibližně 80 eurocentům. 